# Гемпден (округ, Массачусетс)
Шаблон:StateAbbr_ 42°07′39″ пн. ш. 72°34′17″ зх. д. / 42.12756° пн. ш. 72.571312° зх. д.
Округ  Гемпден  (англ. Hampden County) — округ (графство) у штаті  Массачусетс, США. Ідентифікатор округу 25013.

## Історія
Округ утворений 1812 року.

## Демографія
За даними перепису 
2000 року 
загальне населення округу становило 456228 осіб, зокрема міського населення було 411843, а сільського — 44385.
Серед мешканців округу чоловіків було 218493, а жінок — 237735. В окрузі було 175288 домогосподарств, 115773 родин, які мешкали в 185876 будинках.
Середній розмір родини становив 3,1.
Віковий розподіл населення поданий у таблиці:
| Стать    | До 15 років | 15-21 | 22-29 | 30-39 | 40-49 | 50-65 | 65-85 | Понад 85 |
| -------- | ----------- | ----- | ----- | ----- | ----- | ----- | ----- | -------- |
| Чоловіки | 50476       | 23667 | 20597 | 32321 | 33249 | 32158 | 23691 | 2334     |
| Жінки    | 48062       | 22821 | 21866 | 34308 | 35020 | 35432 | 33792 | 6434     |

## Суміжні округи
- Гемпшир — північ
- Вустер — схід
- Толленд, Коннектикут — південний схід
- Гартфорд, Коннектикут — південь
- Лічфілд, Коннектикут — південний захід
- Беркшир — захід

## Виноски
1. ↑  U.S. Decennial Census. United States Census Bureau. Архів оригіналу за 12 травня 2015. Процитовано 16 вересня 2014.
2. ↑  Historical Census Browser. University of Virginia Library. Архів оригіналу за 11 серпня 2012. Процитовано 16 вересня 2014.
3. ↑  Population of Counties by Decennial Census: 1900 to 1990. United States Census Bureau. Архів оригіналу за 28 квітня 2015. Процитовано 16 вересня 2014.
4. ↑  Census 2000 PHC-T-4. Ranking Tables for Counties: 1990 and 2000 (PDF). United States Census Bureau. Архів оригіналу (PDF) за 18 грудня 2014. Процитовано 16 вересня 2014.
5. ↑  State & County QuickFacts. United States Census Bureau. Архів оригіналу за 11 липня 2011. Процитовано 26 серпня 2013.(англ.) Наведено за англійською вікіпедією.
6. ↑  American FactFinder. Бюро перепису населення США. Архів оригіналу за 21 травня 2008. Процитовано 31 січня 2008.

| США | Це незавершена стаття з географії США. Ви можете допомогти проєкту, виправивши або дописавши її. |